# Elbflorenz

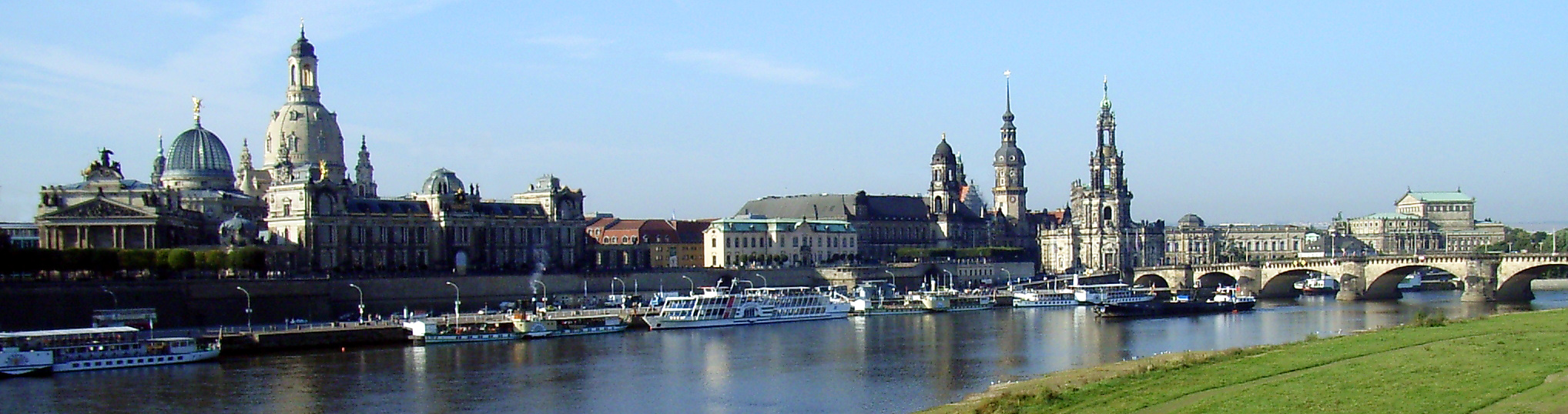
Brühlsche Terrasse

Florenz am Arno;
UNESCO-Welterbe Centro storico di Firenze seit 1982

Elbflorenz (auch Florenz des Nordens bzw. Florenz an der Elbe) bürgerte sich ab Anfang des 19. Jahrhunderts als Beiname für die Stadt Dresden ein. Die Betitelung ist vom Ursprung her als Würdigung der Kunstsammlungen Dresdens und seiner Architektur gemeint, wird heute aber auch in Verbindung mit anderen Gemeinsamkeiten und Berührungspunkten zwischen sächsischer und toskanischer Hauptstadt verwendet.

## Unmittelbar zur Namensgebung beitragende Parallelen

### Kunstsammlungen

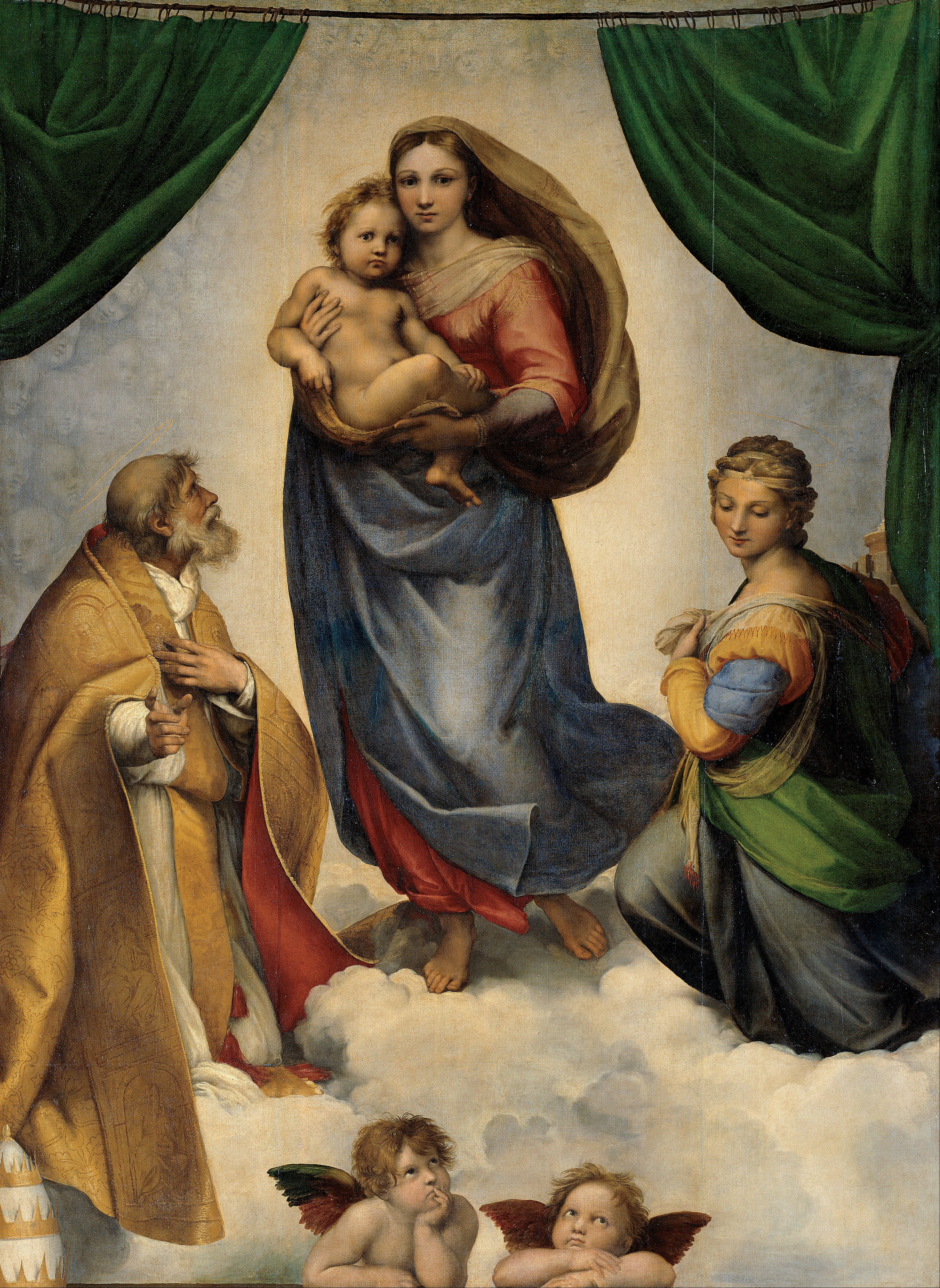
Berühmtes Gemälde der Dresdner Galerie: Die Sixtinische Madonna, 1512/1513 geschaffen durch Raffaello Santi, der auch in Florenz tätig war.

Die Einbürgerung des Begriffs Elbflorenz wird Johann Gottfried Herder zunächst als Deutsches Florenz zugeschrieben, der 1802 in der Adrastea „Kunstsammlungen in Dresden“ äußerte, und was sich später in Elb-Florenz verlagerte: 

„Vor allem aber sind es die Kunst- und Alterthumssammlungen, die er mit ansehnlichen Kosten stiftete, Trophäen seiner Regierung. Was ein Friedrich August im Anfange des Jahrhunderts anfing, hat ein anderer Friedrich August am Ende desselben vollendet. Durch sie ist Dresden in Ansehung der Kunstschätze ein Deutsches Florenz geworden.“

Neben Umfang und Qualität der Dresdner Sammlungen sind die italienischen Meister einer ihrer Sammlungsschwerpunkte.

### Architektur
Mehrere das Stadtbild prägende Bauwerke, insbesondere solche des Dresdner Barock, dem Dresden seine architektonische Berühmtheit verdankt und der in einem geflügelten Wort „Stein gewordene Musik“ genannt wird, entstanden unter nennenswertem italienischem und insbesondere florentinischem Einfluss. Auch in Dresdens Architektur des frühen 19. Jahrhunderts fand eine Orientierung an diesen Vorbildern statt.
Der bedeutendste Dresdner Bildhauer in der Barockzeit, Balthasar Permoser, war unmittelbar vor seiner Dresdner Zeit, bis 1689, in Florenz tätig gewesen, wo er die Werke von Michelangelo und Pietro Bernini und dessen Schülern studierte. Als Erbauer der Katholischen Hofkirche wurden 1737 Gaetano Chiaveri und die italienischen Bauarbeiter auf dem Gelände des heutigen Theaterplatzes angesiedelt, die schon damals den Namen Italienisches Dörfchen erhielt. (An diese Ansiedlung erinnert dem Namen nach noch das Restaurant Italienisches Dörfchen.)
| Steinerne Kuppeln                                                 |                         |                                             |
| Kathedrale von Florenz                                            | Frauenkirche in Dresden |                                             |
| Jahr der Kuppelfertigstellung Kuppeldurchmesser am Fuß Kuppelhöhe | 1436 45 Meter 31 Meter  | 1743 (rekonstr. bis 2005) 26 Meter 22 Meter |

Als besonders augenfällige Parallele wird die in beiden Städten die Silhouette prägende steinerne Kirchenkuppel wahrgenommen.
Die Frauenkirche war zunächst das einzige Gebäude nördlich der Alpen, das eine große (an die Kathedrale von Florenz erinnernde) Steinkuppel besaß. Auch heute ist sie wieder (1945 zerstört, bis 2005 „archäologisch rekonstruiert“ wiederaufgebaut) eines der bedeutendsten derartigen Kuppelbauwerke in dieser Region.
1838 errichtete Gustav Hörnig das Dresdner Logenhaus (Ostra-Allee 15) in den Formen eines Florentiner Palazzos. Beginnend mit diesem Bauwerk sowie den ein Jahr später erfolgten Neubauten der Villa Rosa durch den Architekten Gottfried Semper und der Villa von Seebach durch den Architekten Hermann Nicolai wird während der nächsten Jahrzehnte die gesamte Formensprache der italienischen Renaissance bei Neubauten in Dresden angewandt. Da in dieser Zeit gleichzeitig ein erhebliches Wachstum der Stadt erfolgte, und die Architekten dieser Semper-Nicolai-Schule folgen, prägten diese Formen ein gesamtes Stadtbild.
Stilistische Übernahmen aus Florenz ließen sich mehrfach nachweisen: Beim Neubau des Palais Kaskel-Oppenheim (Bürgerwiese 5–7) beispielsweise legte 1845–1848 Gottfried Semper den Florentiner Palazzo Pandolfini zugrunde. Logenhaus, Villa Rosa, Villa von Seebach und Oppenheimpalais wurden während der Luftangriffe auf Dresden im Februar 1945 zerstört und deren Ruinen nach 1945 nicht wieder aufgebaut.

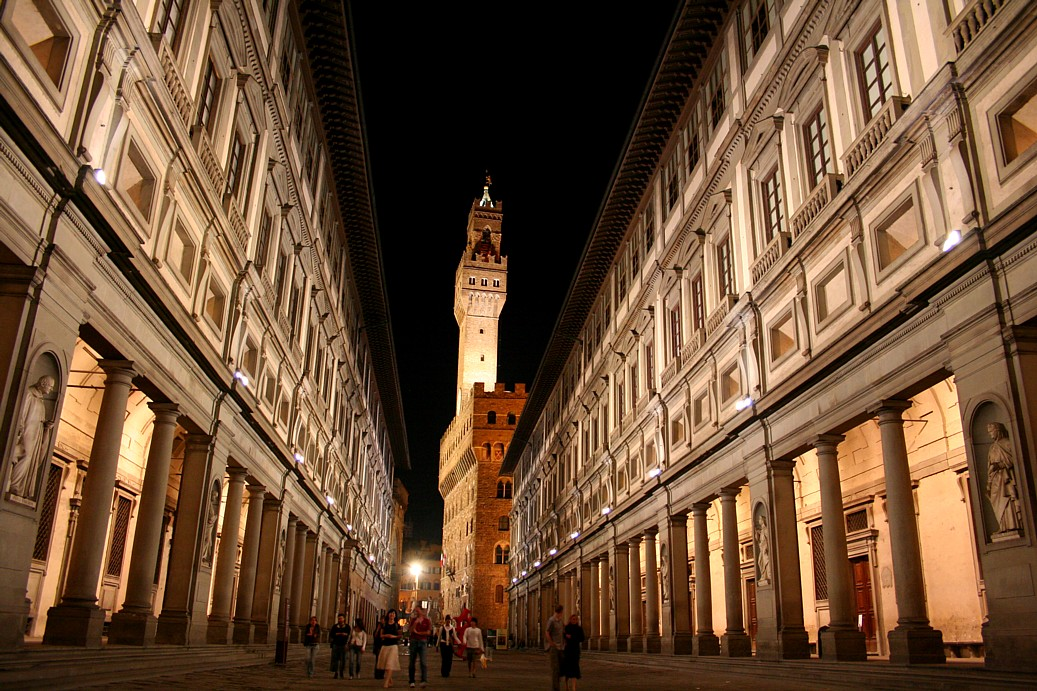
Uffizien (erbaut 1559–1581)
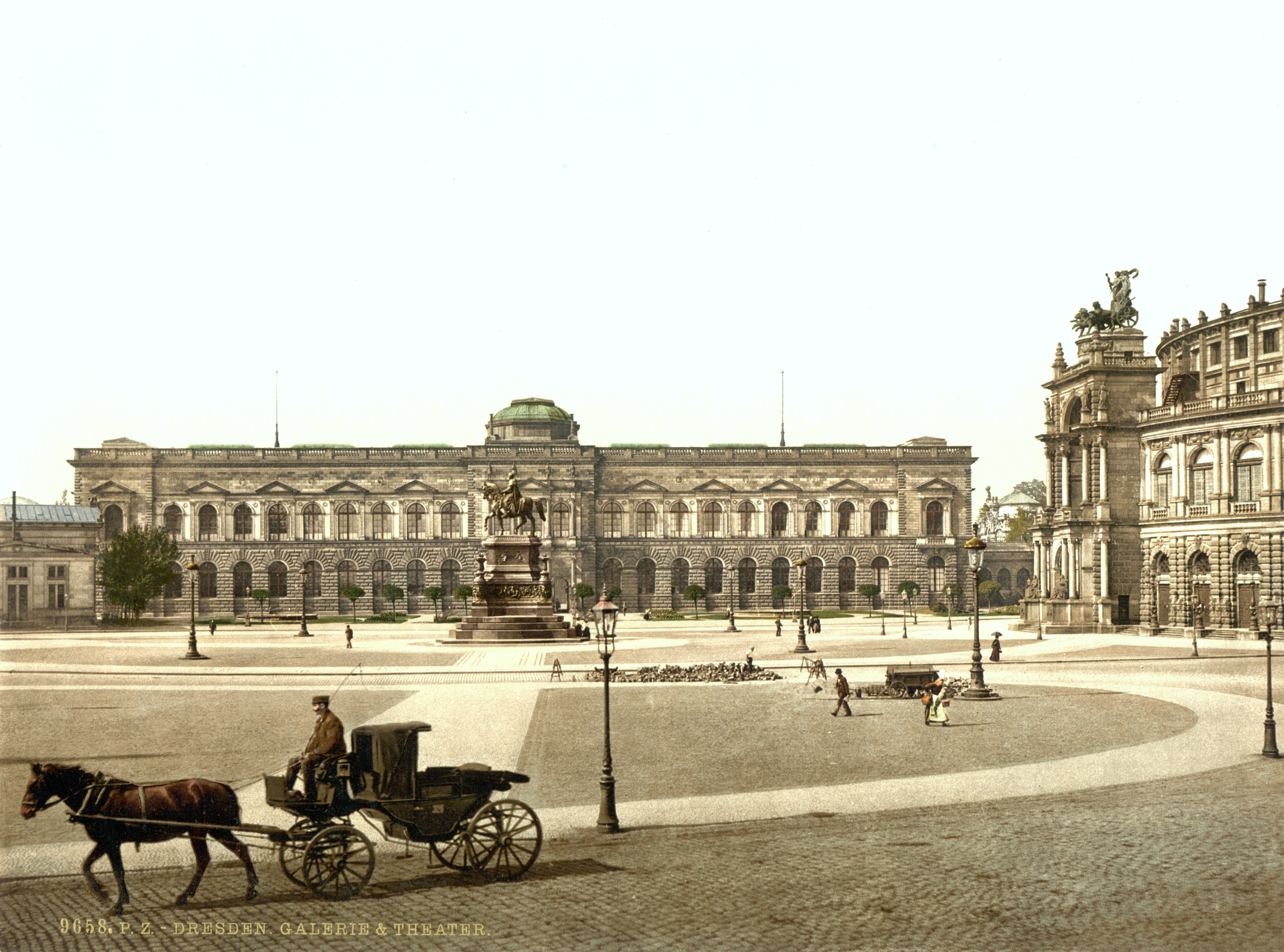
Sempergalerie (erbaut 1847–1855)

Das Mitte des 19. Jahrhunderts am Dresdner Theaterplatz errichtete, den Zwinger nach Norden hin abschließende Galeriegebäude („Sempergalerie“) entwarf Semper nach dem Vorbild der Florentiner Uffizien.
Seit der Weihe 2005 ist (mit der Wiedererrichtung der Frauenkirche) Dresdens historische Altstadt-Silhouette fast vollständig wieder hergestellt.

### Geographie
Zur Assoziation eines „Florenz an der Elbe“ trugen auch landschaftliche Analogien bei, so die Lage am Mittellauf eines großen Flusses und in einem von sanften Hügeln umgebenen Talkessel.

## Andere Gemeinsamkeiten

### Künstlerdomizil

Dresden-Silhouetten
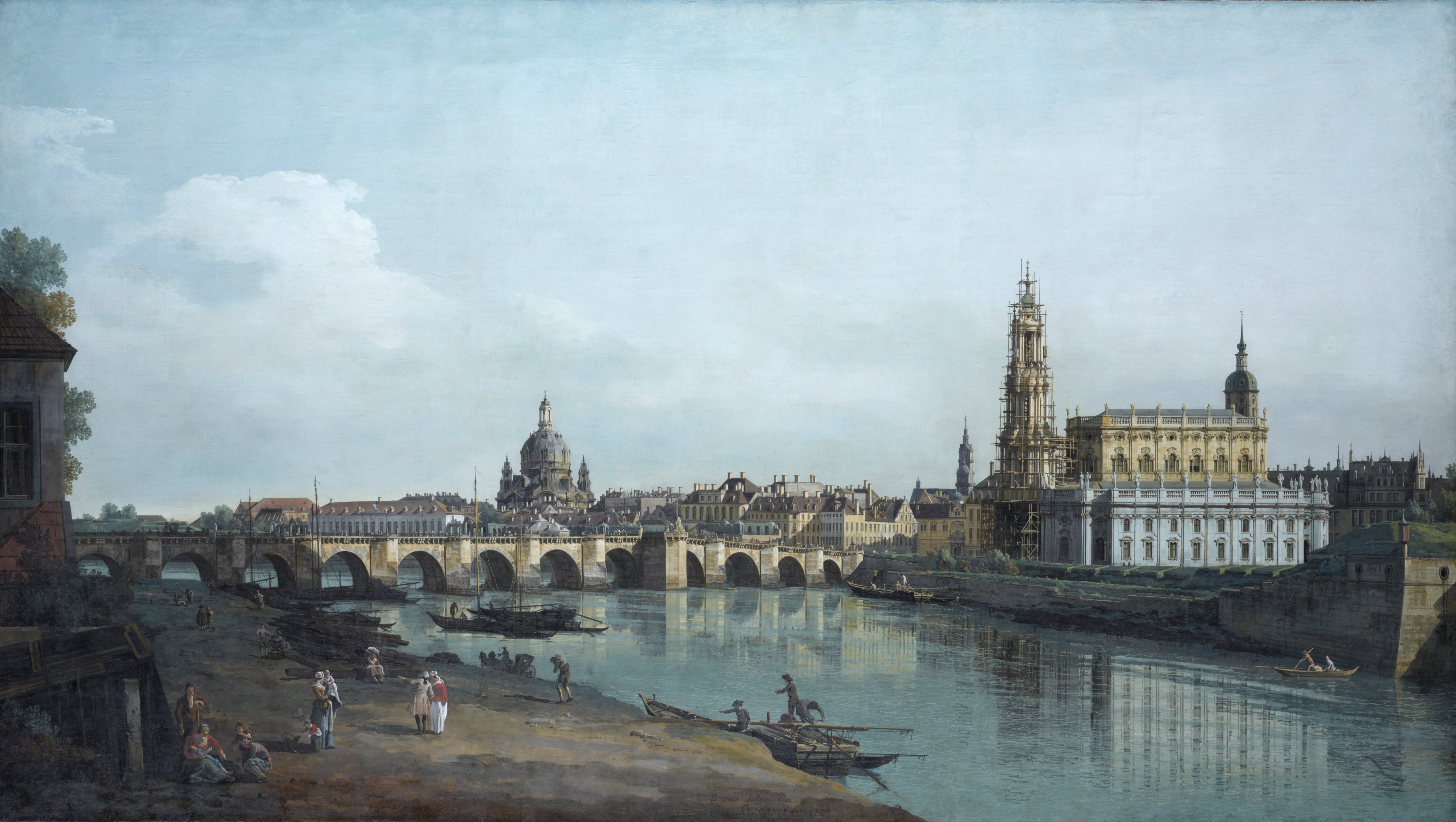
„Canaletto-Blick“ (Bernardo Bellotto)
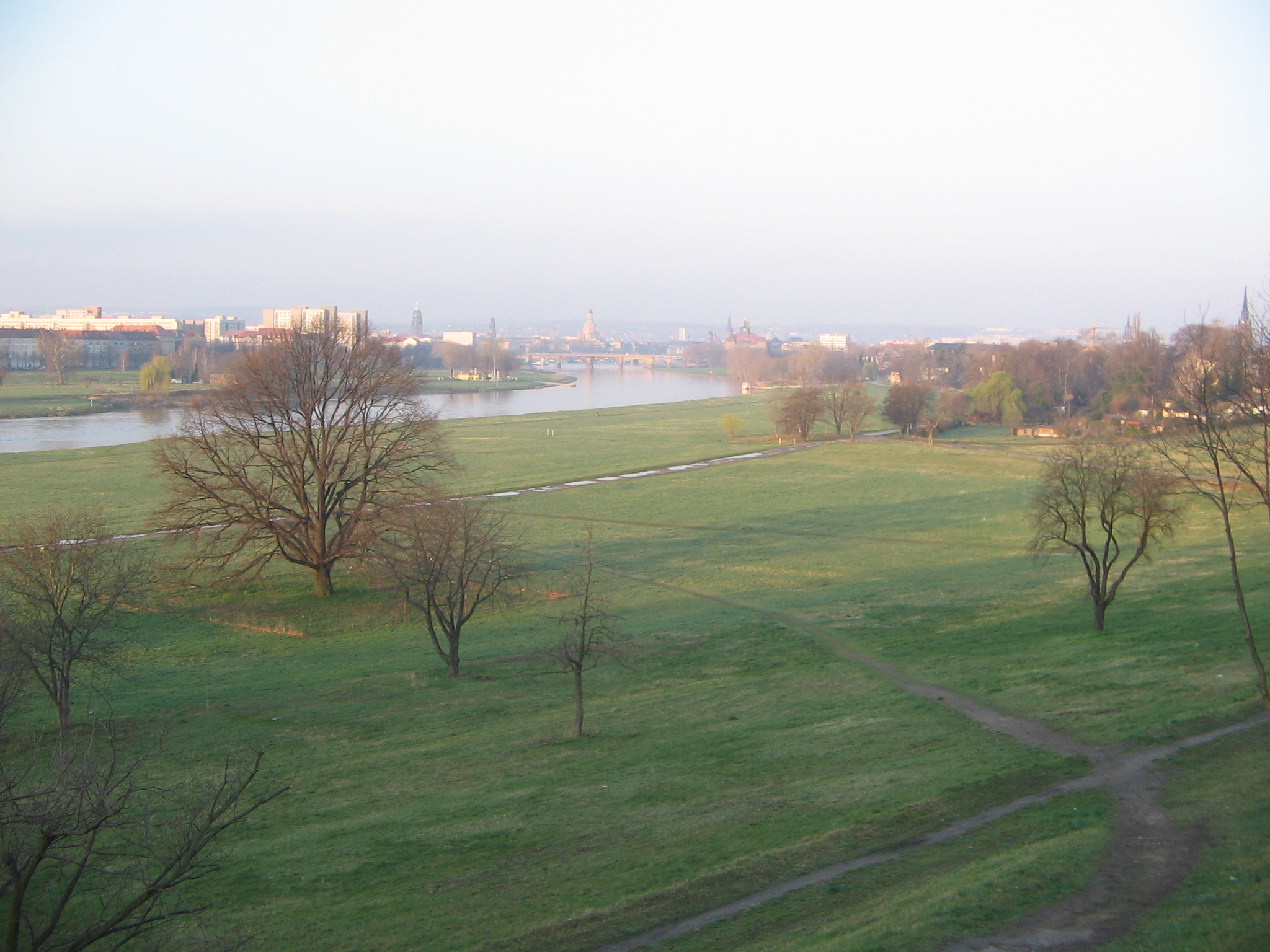
„Waldschlösschenblick“ (2007)

Dresden zog – ähnlich wie Florenz – seit jeher Künstler (siehe Kategorie:Künstler (Dresden)) an, die sich durch seine harmonische Atmosphäre inspirieren ließen, seine reizvolle Lage und seine Stadtsilhouette als Gesamtkunstwerk begriffen:
„Dresden hat eine große, feierliche Lage, in der Mitte der umkränzenden Elbhöhen, die in einiger Entfernung, als ob sie aus Ehrfurcht nicht näher zu treten wagten, es umlagern. Der Strom verlässt plötzlich sein rechtes Ufer und wendet sich schnell nach Dresden, seinen Liebling zu küssen. Von der Höhe des Zwingers kann man seinen Lauf fast bis nach Meißen verfolgen. Er wendet sich bald zu dem rechten, bald zu dem linken Ufer, als würde die Wahl ihm schwer, und wankt, wie vor Entzücken, und schlängelt sich spielend in tausen Umwegen durch das freundliche Tal, als wollte er nicht in das Meer.“ (Heinrich von Kleist)
„Dresden war eine wunderbare Stadt, voller Kunst und Geschichte und trotzdem kein von sechshundertfünfzigtausend Einwohnern zufällig bewohntes Museum. Die Vergangenheit und die Gegenwart lebten miteinander im Einklang. Eigentlich müsste es heißen: im Zweiklang. Und mit der Landschaft zusammen, mit der Elbe, den Brücken, den Hügelhängen, den Wäldern und mit den Gebirgen am Horizont, ergab sich sogar ein Dreiklang. Geschichte, Kunst und Natur schwebten über Stadt und Tal, vom Meißner Dom bis zum Großsedlitzer Schloßpark, wie ein von seiner eignen Harmonie bezauberter Akkord.“ (Erich Kästner 1957 in Als ich ein kleiner Junge war)
„Die Wasserspiele verstummten, die Fontänen sanken in sich zusammen, und nur einige Vogelstimmen, vermischt mit dem gedämpften Lärm der Stadt, hallten aus den Bäumen, die den steinernen Hof überragten. Die Musiker, vom Beifall begrüßt, nahmen ihre Plätze vor dem Mittelpavillon ein, den das Licht wunderlich höhlte, und plötzlich, eines Hornrufes bedurfte es nur, wurde die Stille verzaubert.“ (Martin Raschke in Der Zauber Dresdens)

### Städtepartnerschaft

Florenz
Dresden

Seit 1978 verbindet Dresden eine seiner Städtepartnerschaften mit Florenz.
Während bis zur Wende nur behördlich reglementierte Veranstaltungen möglich waren, begannen seither Kontakte auf breiterer Basis. Darunter befinden sich auch regelmäßige Austauschprojekte wie die der Freien Waldorfschule, des Gymnasiums Blasewitz und des Gymnasiums Cotta mit ihren Partnerschulen.

### UNESCO-Welterbe (bei Dresden aberkannt)
Nachdem die historische Altstadt von Florenz 1982 als „weltgrößte Anhäufung universell bekannter Kunstwerke“ in das UNESCO-Weltkulturerbe aufgenommen wurde, beinhaltete auch die Welterbe-Ernennung des Elbtals innerhalb der Stadtgrenzen Dresdens im Jahr 2004 eine Würdigung der Qualität und Bedeutung der Dresdner Kunstsammlungen.
Während das florentinische Welterbe aus dem kompakten historischen Stadtkern besteht, schützte das Welterbe in Dresden (Titel 2009 aberkannt) eine weitläufige Kulturlandschaft.

### Politisches Engagement
Durch ihre flussnahe Lage sind Dresden und Florenz gleichermaßen nicht nur besonders begünstigt, sondern auch besonders gefährdet. Dies zeigte sich, als Florenz 1966 und Dresden 2002 von Hochwassern katastrophalen Ausmaßes heimgesucht wurden.
An der Gedenkveranstaltung zum 40. Jahrestag des verheerenden Hochwassers von Florenz nahm deshalb auch die Landeshauptstadt Dresden teil. Höhepunkt dieser Veranstaltung war eine gemeinsame Verabschiedung eines „Appells für den Schutz des Planeten und des kulturellen und natürlichen Erbes vor Naturkatastrophen aufgrund des Klimawandels“ durch die Städte Dresden, Florenz, Venedig, Budapest und New Orleans.